# 金氏無線鰨
金氏無線鰨為輻鰭魚綱鰈形目鰨亞目舌鰨科的其中一種，為深海魚類，分布於西南大西洋巴西東南部至烏拉圭海域，棲息深度103-300公尺，體長可達9公分，棲息在泥底質底層水域，生活習性不明。

## 扩展阅读
維基物種上的相關：金氏無線鰨